# Sebastian Johann Georg von Künigl

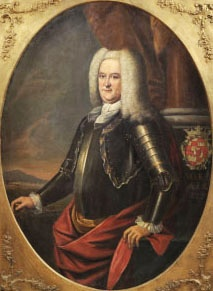
Sebastian Johann Georg Graf von Künigl

Graf Sebastian Johann Georg von Künigl zu Ehrenburg (* 20. Januar 1663; † 29. November 1739) war von 1695 bis 1739 Landeshauptmann, 1732 bis 1739 auch kaiserlicher Gouverneur (Gubernator) von Tirol. Er entstammte dem alten Tiroler Adelsgeschlecht der Künigl.

## Leben und Wirken
Sebastian Johann Georg Graf von Künigl war der Sohn des Tiroler Landeshauptmannes Johann Georg Freiherr von Künigl (1628–1697) und dessen Frau Maria Anna geb. Vizthum von Eckstädt. Die Familie derer von Künigl zählte zum Tiroler Uradel; zur Zeit seiner Geburt waren es Freiherrn, ab 1713 jedoch Grafen.
Kurfürst Maximilian II. Emanuel von Bayern war im Verlauf des Spanischen Erbfolgekrieges, im Juni 1703, mit Unterstützung des französischen Königs Ludwig XIV. in Tirol eingefallen. Es kam zu Kampfhandlungen zwischen den bayerischen Truppen und der Tiroler Landwehr, die unter dem verharmlosenden Namen Bayrischer Rummel in die Geschichte eingingen.
Christian Probst schreibt in seinem Buch Lieber bayrisch sterben, dass Landeshauptmann Graf von Künigl im Auftrag von Kaiser Leopold I. 1703 die Führung des Tiroler Widerstandes übernommen hatte. Gleiches hält auch das Buch 1703 – der Bayerische Rummel in Tirol fest (publiziert 2005, vom Landesarchiv Tirol).
Zum Dank an die gelungene Abwehr der Feinde gelobten die Tiroler Landstände die Errichtung der Annasäule, in der Innsbrucker Maria-Theresien-Straße.
Kaspar Ignaz von Künigl (1671–1747), der jüngere Bruder des Landeshauptmannes, regierte als Fürstbischof von Brixen.

## Ehe und Nachkommen

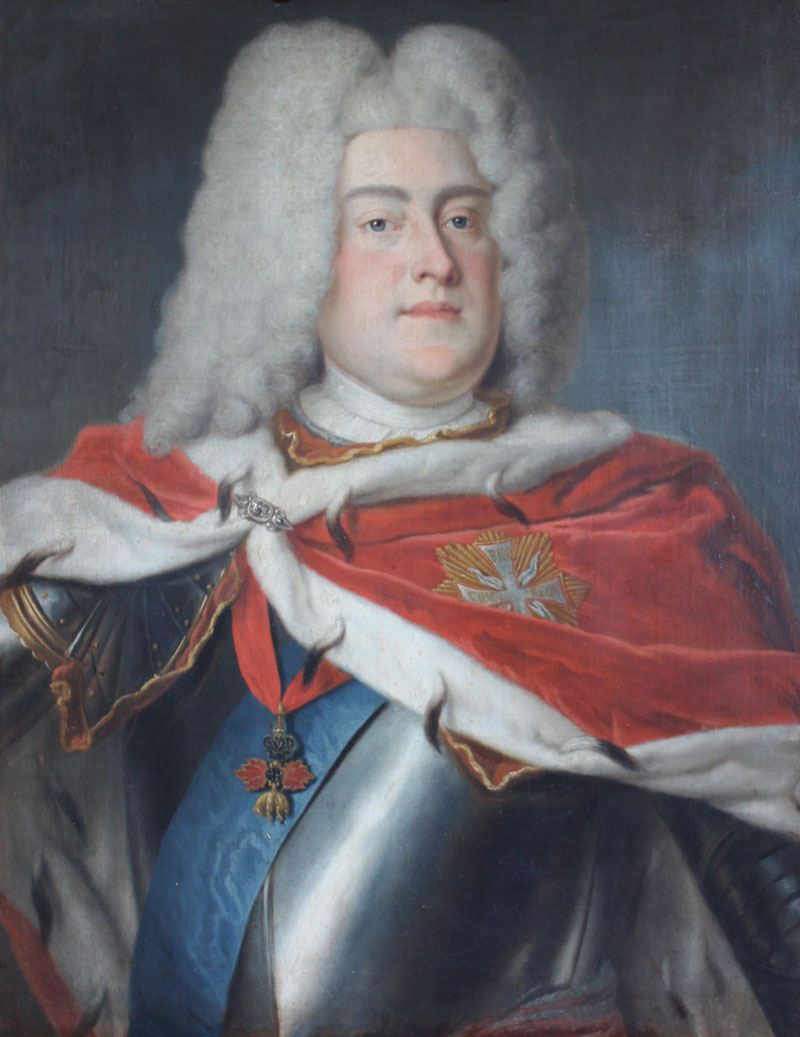
Der Sohn Johann Philipp Nerius Joseph Graf von Künigl, Erzieher von Kaiser Leopold II.

Sebastian Johann Georg von Künigl war vermählt mit Gabriele Gräfin von Mauleon-de Tassigny. Sie residierten in Innsbruck, im „Neuen Hof“ (der jedoch 1728 niederbrannte), und hatten folgende Kinder:
- Leopold Joseph Graf von Künigl, * 12. Juni 1688, ⚭ Maria Josepha Czernin von und zu Chudenitz, später ⚭ Aloisia Lazansky
- Maria Theresia Gräfin von Künigl, * 23. Mai 1690, ⚭  Johann Georg Rafael, Graf von Clary und Aldringen
- Maria Anna Gräfin von Künigl, * 7. September 1691, ⚭ Karl Spinola
- Joseph Franz Ignaz Graf von Künigl, * 5. Juni 1693
- Franz Heinrich Joseph Dominik Alexius Graf von Künigl, * 15. Juli 1695
- Johann Philipp Nerius Joseph Graf von Künigl, * 15. November 1696, ⚭ Maria Barbara Judith von Starhemberg
- Sebastian Joseph Andreas Graf von Künigl, * 30. Dezember 1697
- Anton Joseph, Graf von Künigl, * 20. Juni 1699
- Anton, Graf von Künigl, * 1702
- Alexander Joseph Sigmund Carl Graf von Künigl, * Januar 1704, ⚭ Maria Antonia von Trautson, Gräfin zu Falkenstein
- Charlotte Gräfin von Künigl, * 30. Juni 1706, ⚭ Joseph Sebastian Clary

Der genannte Sohn Johann Philipp Graf von Künigl (1696–1770) fungierte als Erzieher und Obersthofmeister von Großherzog Leopold von Toskana, dem späteren Kaiser Leopold II.